# Championnat du monde féminin de basket-ball 1971
Navigation
Tchécoslovaquie 1967 Colombie 1975
Le Championnat du monde féminin de basket-ball 1971 s’est déroulé à São Paulo au Brésil en 1971. Organisé par la FIBA, il est le sixième championnat du monde de basket-ball féminin.
Ce sont treize équipes qui se disputèrent le titre.

## Lieux de compétition
| Ville     | Salle | Capacité |
| --------- | ----- | -------- |
| São Paulo |       |          |
| Recife    |       |          |
| Niterói   |       |          |
| Brasilia  |       |          |

## Équipes participantes
| Amérique   | Europe           | Asie         | Océanie   | Afrique    |
| ---------- | ---------------- | ------------ | --------- | ---------- |
| États-Unis | Union soviétique | Corée du Sud | Australie | Madagascar |
| Brésil     | Tchécoslovaquie  | Japon        |           |            |
| Cuba       | France           |              |           |            |
| Argentine  |                  |              |           |            |
| Équateur   |                  |              |           |            |
| Canada     |                  |              |           |            |

## Compétition

### Format
Le format du tournoi n'a pas changé et était complètement identique à celui du Championnat du monde de basket-ball féminin de 1964 . Encore une fois, l'équipe hôte (l'équipe du Brésil) du championnat a commencé le tournoi par le tournoi final et les résultats du tournoi de groupe de qualification n'ont pas été pris en compte dans le tournoi final.
Tournoi de groupes qualificatifs (3 groupes de 4 équipes) pour déterminer 6 (six) finalistes. Les résultats du tournoi de qualification n'ont pas été pris en compte dans les finales de groupe du tournoi. Les finalistes et l'hôte du championnat du tournoi de groupe ont déterminé les vainqueurs. Les perdants du tournoi de qualification ont joué des matchs pour les 8e à 12e places.

### Tour préliminaire
| Groupe A (Recife) |                 |     |   |   |     |     |      |
|                   | Équipe          | Pts | G | P | PP  | PC  | Diff |
| 1                 | Tchécoslovaquie | 6   | 3 | 0 | 258 | 131 | 127  |
| 2                 | Japon           | 5   | 2 | 1 | 256 | 142 | 114  |
| 3                 | Australie       | 4   | 1 | 2 | 174 | 206 | -32  |
| 4                 | Madagascar      | 3   | 0 | 3 | 122 | 331 | -209 |

|  | Tchécoslovaquie | 120 | 39  | Madagascar |
|  | Australie       | 50  | 77  | Japon      |
|  | Tchécoslovaquie | 74  | 34  | Australie  |
|  | Madagascar      | 28  | 121 | Japon      |
|  | Madagascar      | 55  | 90  | Australie  |
|  | Tchécoslovaquie | 64  | 58  | Japon      |

| Groupe B (Brasilia) |              |     |   |   |     |     |      |
|                     | Équipe       | Pts | G | P | PP  | PC  | Diff |
| 1                   | Corée du Sud | 6   | 3 | 0 | 243 | 138 | 105  |
| 2                   | France       | 5   | 2 | 1 | 199 | 162 | 37   |
| 3                   | États-Unis   | 4   | 1 | 2 | 177 | 190 | -13  |
| 4                   | Équateur     | 3   | 0 | 3 | 122 | 251 | -129 |

|  | États-Unis   | 50 | 86 | Corée du Sud |
|  | France       | 80 | 49 | Équateur     |
|  | Corée du Sud | 95 | 37 | Équateur     |
|  | France       | 68 | 51 | États-Unis   |
|  | Équateur     | 36 | 76 | États-Unis   |
|  | Corée du Sud | 62 | 51 | France       |

| Groupe C (Niterói) |                  |     |   |   |     |     |      |
|                    | Équipe           | Pts | G | P | PP  | PC  | Diff |
| 1                  | Union soviétique | 6   | 3 | 0 | 244 | 103 | 141  |
| 2                  | Cuba             | 5   | 2 | 1 | 160 | 164 | -4   |
| 3                  | Canada           | 4   | 1 | 2 | 154 | 206 | -52  |
| 4                  | Argentine        | 3   | 0 | 3 | 107 | 192 | -85  |

|  | Canada           | 50 | 59 | Cuba             |
|  | Argentine        | 16 | 74 | Union soviétique |
|  | Cuba             | 58 | 38 | Argentine        |
|  | Union soviétique | 94 | 44 | Canada           |
|  | Argentine        | 53 | 60 | Canada           |
|  | Union soviétique | 76 | 43 | Cuba             |

### Poule de classement (8-13)
| Poule de classement (Bogota) |            |     |   |   |     |     |      |
|                              | Équipe     | Pts | G | P | PP  | PC  | Diff |
| 1                            | États-Unis | 10  | 5 | 0 | 357 | 280 | 77   |
| 2                            | Australie  | 9   | 4 | 1 | 320 | 249 | 71   |
| 3                            | Canada     | 8   | 3 | 2 | 353 | 317 | 36   |
| 4                            | Argentine  | 7   | 2 | 3 | 327 | 326 | 1    |
| 5                            | Équateur   | 6   | 1 | 4 | 320 | 343 | -23  |
| 6                            | Madagascar | 5   | 0 | 5 | 248 | 410 | -162 |

|  | Canada     | 102 | 52 | Madagascar |
|  | Australie  | 72  | 62 | Argentine  |
|  | États-Unis | 70  | 56 | Équateur   |
|  | Australie  | 76  | 37 | Madagascar |
|  | Équateur   | 69  | 76 | Canada     |
|  | Madagascar | 51  | 68 | Argentine  |
|  | États-Unis | 60  | 49 | Australie  |
|  | Canada     | 67  | 61 | Argentine  |
|  | Équateur   | 42  | 68 | Australie  |
|  | Madagascar | 44  | 73 | États-Unis |
|  | Australie  | 55  | 48 | Canada     |
|  | Argentine  | 71  | 74 | États-Unis |
|  | Équateur   | 91  | 64 | Madagascar |
|  | Argentine  | 65  | 62 | Équateur   |
|  | Canada     | 60  | 80 | États-Unis |

### Poule finale (1-7)
| Poule finale (Cali) |                       |     |   |   |     |     |      |
|                     | Équipe                | Pts | G | P | PP  | PC  | Diff |
| 1                   | Union soviétique      | 12  | 6 | 0 | 521 | 334 | 187  |
| 2                   | Tchécoslovaquie (1-0) | 10  | 4 | 2 | 418 | 386 | 32   |
| 3                   | Brésil (0-1)          | 10  | 4 | 2 | 372 | 399 | -27  |
| 4                   | Corée du Sud          | 9   | 3 | 3 | 414 | 412 | 2    |
| 5                   | Japon                 | 8   | 2 | 4 | 365 | 419 | -54  |
| 6                   | France (1-0)          | 7   | 1 | 5 | 336 | 410 | -74  |
| 7                   | Cuba (0-1)            | 7   | 1 | 5 | 349 | 415 | -66  |

|  | Japon            | 53 | 55 | Tchécoslovaquie  |
|  | Union soviétique | 89 | 67 | Corée du Sud     |
|  | Union soviétique | 94 | 46 | Japon            |
|  | Brésil           | 55 | 51 | France           |
|  | Cuba             | 54 | 80 | Tchécoslovaquie  |
|  | France           | 47 | 72 | Corée du Sud     |
|  | France           | 67 | 68 | Japon            |
|  | Cuba             | 51 | 88 | Union soviétique |
|  | Brésil           | 70 | 63 | Corée du Sud     |
|  | Tchécoslovaquie  | 69 | 88 | Union soviétique |
|  | Brésil           | 77 | 76 | Japon            |
|  | Cuba             | 60 | 61 | France           |
|  | Corée du Sud     | 73 | 63 | Japon            |
|  | Tchécoslovaquie  | 75 | 58 | France           |
|  | Brésil           | 62 | 59 | Cuba             |
|  | Corée du Sud     | 65 | 72 | Cuba             |
|  | Brésil           | 59 | 68 | Tchécoslovaquie  |
|  | Union soviétique | 80 | 52 | France           |
|  | Corée du Sud     | 74 | 71 | Tchécoslovaquie  |
|  | Japon            | 59 | 53 | Cuba             |
|  | Brésil           | 49 | 82 | Union soviétique |

## Classement final
| Rang | Équipe           | J | V | D | PP  | PC  | Diff | Statut              |
| ---- | ---------------- | - | - | - | --- | --- | ---- | ------------------- |
| 1    | Union soviétique | 9 | 9 | 0 | 765 | 437 | +328 | Poule finale        |
| 2    | Tchécoslovaquie  | 9 | 7 | 2 | 676 | 517 | +159 | Poule finale        |
| 3    | Brésil           | 6 | 4 | 2 | 372 | 399 | -27  | Poule finale        |
| 4    | Corée du Sud     | 9 | 6 | 3 | 657 | 550 | +107 | Poule finale        |
| 5    | Japon            | 9 | 4 | 5 | 621 | 561 | +60  | Poule finale        |
| 6    | France           | 9 | 3 | 6 | 535 | 572 | -37  | Poule finale        |
| 7    | Cuba             | 9 | 3 | 6 | 509 | 579 | -70  | Poule finale        |
| 8    | États-Unis       | 8 | 6 | 2 | 534 | 470 | +64  | Poule de classement |
| 9    | Australie        | 8 | 5 | 3 | 494 | 455 | +39  | Poule de classement |
| 10   | Canada           | 8 | 4 | 4 | 507 | 523 | -16  | Poule de classement |
| 11   | Argentine        | 8 | 2 | 6 | 434 | 518 | -84  | Poule de classement |
| 12   | Équateur         | 8 | 1 | 7 | 442 | 594 | -152 | Poule de classement |
| 13   | Madagascar       | 8 | 0 | 8 | 370 | 741 | -371 | Poule de classement |

| Championne du monde 1971 |
| · Union soviétique · 4e titre |
| - 4 Angelė Rupšienė - 5 Zinaida Kobseva - 6 Raisa Kurvyakova - 7 Tatiana Lemiyova - 8 Uļjana Semjonova - 9 Larisa Vinchaitė - 10 Victoria Dmitrieva - 11 Nadezhda Zakharova - 12 Nelli Feryabnikova - 13 Lida Guseva - 14 Tamara Daunienė - 15 Natalya Klimova - Entraîneur : Lidia Alexeyeva |